# Czóbel Minka
Balogfalvi Czóbel Minka (Anarcs, 1855. június 8. – Anarcs, 1947. január 17.) magyar költőnő, a szimbolizmus első hazai képviselője.

## Élete
Nagybirtokos család gyermekeként született a Szabolcs megyei Anarcson, felmenői közt találjuk Orczy Lőrincet, a generális-költőt, aki Bessenyeiék felvilágosodott mozgalma mellé állt. Szülei balogfalvi Czóbel Imre és gróf Vay Evelina, testvérei István és Emma.
Beutazta Európát, a párizsi Sorbonne-on is hallgatott órákat. A századfordulóra családja elszegényedett. Az 1910-es évektől alig mozdult ki falujából, talán ez is hozzájárult ahhoz, hogy még életében elfeledték Czóbel Minkát, a századfordulós modern líra és Ady Endre egyik előfutárát.
Sógora, Mednyánszky László festőművész biztatására kezdett írni. Később szintén ő mutatta meg írásait Jókai Mórnak és Justh Zsigmondnak. Kedvező kritikákat kapott, így 1890-ben megjelent első verseskötete Nyírfa lombok címmel.
Elsők közt írt Magyarországon szabadverseket és vette át a francia dekadensek stílusát, emiatt a Nyugat egyik előfutárának tartják. Hegedüs Géza szerint lírájában talán éppen szabadversei a legszínesebbek és legzeneibbek. Mire ötvenéves elmúlt, Ady olvasta néhány művét és úgy nyilatkozott róla, hogy nem igazán érti, ezért nem tud lelkesedni érte. A Nyugat köre, bár sokan az előfutáruknak tartották, csupán vonakodva s félszavakban ismerte el költészetének értékeit.
Kihasználva, hogy szinte anyanyelvi szinten beszélt franciául, angolul és németül, számos műfordítás köthető nevéhez. Ő fordított először hazánkban Verlaine-verseket. Magyarról németre fordította Az ember tragédiáját, angolra Petőfi több költeményét.

## Verseskötetei

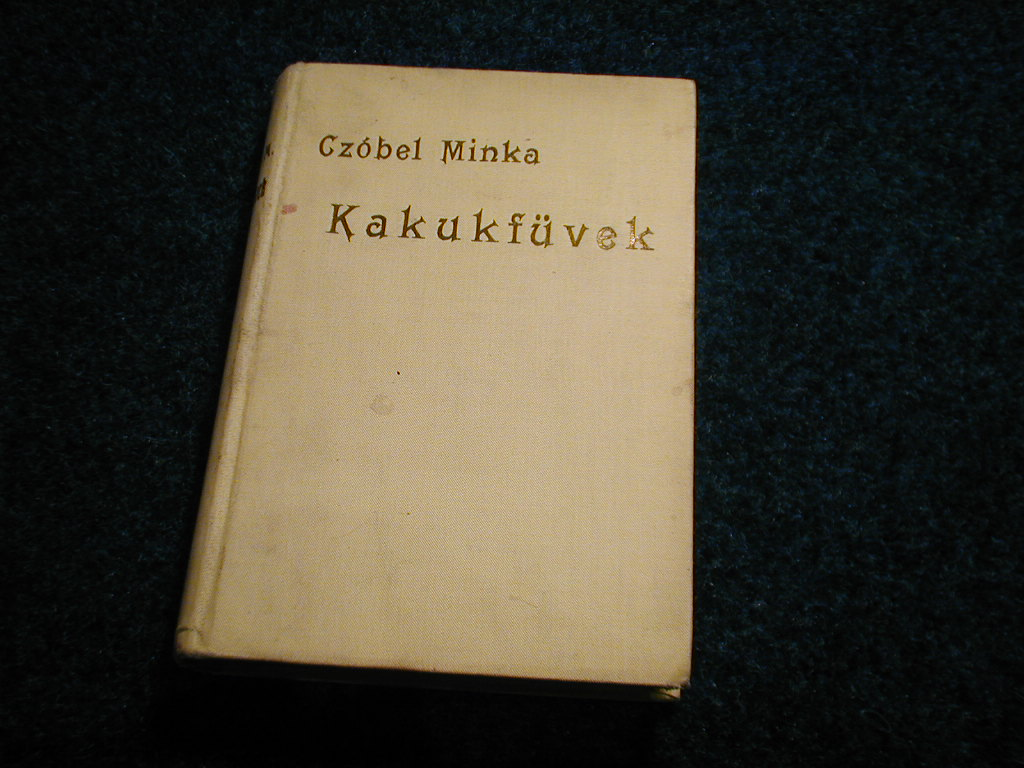
A Kakukfüvek (1901) borítója

Nyolc verseskötete jelent meg: 
- Nyírfa lombok Archiválva 2015. december 8-i dátummal a Wayback Machine-ben (1890)
- Újabb költemények (1892)
- Maya Archiválva 2015. december 8-i dátummal a Wayback Machine-ben (1893)
- Fehér dalok Archiválva 2015. december 8-i dátummal a Wayback Machine-ben (1894)
- A virradat dalai (1896)
- Kakukfüvek (1901)
  - A Nyirségből
  - Képek
  - Hangulatok
  - Apró történetek
  - Boszorkánydalok
  - Magány
- Opálok Archiválva 2015. december 8-i dátummal a Wayback Machine-ben (1904)
- Az erdő hangja Archiválva 2015. december 8-i dátummal a Wayback Machine-ben (1914)
  - Az erdő hangja
  - Tükrökről, szobákról
  - Három falu határából
  - Egy Hét
  - Álmok kertje

## Prózai munkái
- Hafia (1891)
- A két aranyhajszál Archiválva 2015. december 8-i dátummal a Wayback Machine-ben (1891)
- La migration de l'ame (1897)
- Pókhálók (1906)
- A fekete lovas (1914)
- Báthory Erzsébet (1941)

## Drámái
- Donna Juanna Archiválva 2015. december 8-i dátummal a Wayback Machine-ben (1900)

## Bibliográfia
- Nyírfa lombok; Révai, Bp., 1890
- Hafia; Grill, Bp., 1891
- Újabb költemények; Singer-Wolfner, Bp., 1892
- Maya; Singer és Wolfner, Bp., 1893
- Fehér dalok; Singer-Wolfner, Bp., 1894
- A virradat dalai; Franklin Ny., Bp., 1896
- La migration de l'âme (Lélekvándorlás?); franciára ford. Melchior de Polignac, ill. H. Buttner; Ollendorff, Paris, 1897
- Donna Juanna. Regényes költemény; Singer-Wolfner, Bp., 1900
- Kakukfüvek. Költemények 1890–1900; Athenaeum, Bp., 1901
- Opálok. Költemények; Franklin, Bp., 1903
- Pókhálók; Singer-Wolfner, Bp., 1906 (Modern magyar könyvtár)
- Két arany hajszál. Regény; Magyar Kereskedelmi Közlöny, Bp., 1908
- Az erdő hangja; Singer-Wolfner, Bp., 1914
- A magyar nép nótáskönyve a bölcsőtől a sírig; Felsőszabolcsi Ny., Kisvárda, 1943
- Boszorkány-dalok; vál., utószó Pór Péter, bev. Weöres Sándor; Szépirodalmi, Bp., 1974
- Pókhálók; utószó Márton László; Jelenkor, Pécs, 2000 (Millenniumi könyvtár)
- Hullámzó fény; Kertész Zoltánné elemzéseivel, bev. Madár János; Önkormányzat, Anarcs, 2005
- Két arany hajszál. Regény; Napvilág, Bp., 2013
- A pillanat értéke. Lappangó versek, kisprózák; Kortárs, Budapest, 2021

## Magánélete
Sosem ment férjhez; bensőséges levelezést folytatott Justh Zsigmond íróval. Később a berlini származású Büttner Helén festőművésszel élt együtt, közös sírban nyugszanak.

## Emlékezete
„Esik eső sűrű cseppje, sötét felhők alatt,

Szomorúan verdesi a ragyás csárda falat.

Tört ablakon süvít a szél, benn egy csonka lámpa,

Meg-meg inog hosszú drótján, füstös már a lángja.
Vendég ide, hogy is jönne, ily cudar időbe'

A vén csaplárné is alszik, ott a kármentőbe'.

Hej! mert olyan jómadarak, most már nem is járnak,

Mind elpusztult, régen vége a betyárvilágnak.
Ámde mégis ajtó nyílik, , lassan belép rajta

Őszült ember, meglátszik, hogy régi betyár fajta,

A csaplárné meg nagyot néz, hogy még egyszer hallja:

Száz szál gyertyát, száz itce bort, ide az asztalra!

A vén betyár egyre ordít, fokosát forgatja,

Kocsmárosné! Száz szál gyertyát,

Száz itce bort, ide az asztalra!”

- Szatmárcsekén alapfokú művészetoktatási intézményt neveztek el róla.
- Anarcson róla nevezték el a község iskoláját és síremléket és mellszobrot állítottak tiszteletére.
- Fráter Loránd által megzenésített költeménye, a Száz szál gyertyát! az egyik legkedveltebb magyar nóta.